# Clotilde (opera)
Clotilde è un'opera in due atti di Carlo Coccia, su libretto di Gaetano Rossi. Fu rappresentata per la prima volta l'8 giugno 1815 al Teatro San Benedetto di Venezia.
L'opera venne apprezzata soprattutto per l'uso dei cori. Carlo Antonio de Rosa scrisse: «Poiché dopo Mayer niuno avea compreso il modo che un Compositore può trarre in teatro dal ragionato uso de' cori, egli l'introdusse nell'indicato dramma, eliminando quei gridi che prima si udivano».. Francesco Regli sostenne che il Coccia «colla Clotilde insegnò come si scrivessero i cori».
Clotilde fu rappresentata anche a Parigi nel 1821, ma non ebbe successo.

## Rappresentazione moderna
In tempi moderni, l'opera venne ripresa per la prima volta a Novara, al Teatro Coccia, tra il 7 novembre e il 9 novembre 2003, avvalendosi della revisione critica di Mauro Sironi. L'Orchestra Sinfonica Carlo Coccia, il Coro Lirico Polifonico Carlo Coccia e il Corpo di ballo del Teatro Coccia erano diretti da Fabrizio Dorsi, con la regia di Beppe de Tomasi e le coreografie di Serge Manguette. Gli interpreti dello spettacolo furono:
| Personaggio     | recita del 7 e 9 novembre | recita dell'8 novembre     |
| --------------- | ------------------------- | -------------------------- |
| Clotilde        | Adelina Scarabelli        | Linda Campanella           |
| Emerico         | Amedeo Moretti            | Eric Rieger                |
| Sivaldo         | Daniele Cusari            | Daniele Cusari             |
| Isabella        | Ornella Vecchiarelli      | Ornella Vecchiarelli       |
| Jacopone        | Davide Rocca              | Corrado Alessandro Capitta |
| Tartufo         | Marco Tirilli             | Andrea Cortese             |
| Agata           | Gabriella Selvaggio       | Gabriella Selvaggio        |
| Un ufficiale    | Luigi Mancini             | Luigi Mancini              |
| Secondo villano | Carlo Gabriele Nicolini   |                            |

Giangiorgio Satragni, recensendo questa rappresentazione realizzata ricorrendo a versioni differenti dell'opera, notò il «riecheggiare di stilemi rossiniani», segnalando tra i brani dell'opera la cavatina di Emerico Soave all'anima e l'aria di Clotilde Deh! Tu guida, ma giudicò quasi tutto il resto come «implacabile routine d'opera ottocentesca».

## Trama
La scena è parte in un diroccato castello nella selva di Bramante e nel vicino villaggio; parte in Monmelliano, nel palazzo del Conte Emerico in Savoia.

### Atto I
Il Conte Emerico dovrebbe sposare Clotilde, che non ha mai visto di persona. Lo scudiero Sivaldo, incaricato di condurre la sposa presso il castello di Emerico, cerca di ingannarlo presentandogli la sorella Isabella in luogo di Clotilde, che dovrebbe essere uccisa dal corriere Tartufo. Ma Tartufo non ha il coraggio di portare a termine il misfatto e concede a Clotilde di fuggire travestita da contadina. Clotilde chiede aiuto agli abitanti del villaggio vicino e ottiene l'ospitalità dell'oste Jacopone, che spera di potere approfittare di lei.
Poco tempo dopo, Emerico giunge all'osteria dove si sta approntando una festa per lui e la sua futura sposa. Emerico, che ha conosciuto Isabella credendola Clotilde, ne è rimasto deluso a causa dell'alterigia della donna. All'osteria si fanno le prove per la festa e la stessa Clotilde interpreta la parte della sposa: ella viene presentata come una cugina dell'oste e non ha il coraggio di rivelare la propria identità, ma Emerico rimane ammaliato dalla sua dolcezza e le fa un ricco regalo. Isabella, riconosciuta Clotilde, teme che il trucco venga scoperto e trascina via Emerico.

### Atto II
Clotilde trova il coraggio di rivelare l'inganno a Emerico facendogli giungere una lettera con l'aiuto di Tartufo, che, insieme a Jacopone, testimonia poi in suo favore. Sivaldo e Isabella cercano inutilmente di far credere a Emerico che la vera ingannatrice sia Clotilde. Emerico è combattuto e non sa decidere. Clotilde riesce a risolvere la situazione notando che Emerico indossa un medaglione che ella gli aveva inviato in dono prima di conoscerlo: sfida Isabella ad aprirlo e svelarne il contenuto, e tutto si chiarisce poiché Isabella non ne è capace, al contrario di Clotilde.
Emerico vorrebbe punire Sivaldo e Isabella, ma Clotilde, felice per l'amore ritrovato, gli chiede di perdonarli.

## Struttura musicale
- Sinfonia

### Atto I
- N. 1 - Introduzione Ecco il loco destinato (Isabella, Tartufo)
- N. 2 - Cavatina di Clotilde Dove mi guidi, oh Cielo! (Clotilde, Sivaldo)
- N. 3 - Coro e Cavatina di Jacopone Allegri cantiamo - Oh marmotte! voi tremate! (Coro, Jacopone)
- N. 4 - Duetto fra Clotilde e Jacopone Io venia d'assai lontano
- N. 5 - Coro e Cavatina di Emerico Più bel dì - All'idea che amor pietoso
- N. 6 - Finale I Sua Eccellenza, dalle scale (Jacopone, Coro, Emerico, Clotilde, Isabella, Agata)

### Atto II
- N. 7 - Coro e Duetto fra Tartufo e Clotilde Marciamo in silenzio, pian piano avanziamo - Lode al Cielo!... Sono andati!... (Coro, Tartufo, CLotilde)
- N. 8 - Quintetto Quale arcano; e chi mi scrive (Emerico, Clotilde, Tartufo, Isabella, Jacopone)
- N. 9 - Aria Finale di Clotilde Ma qual raggio a me risplende!... (Clotilde, Sivaldo, Isabella, Jacopone, Tartufo, Emerico, Coro)

## Discografia
- 2003 - Adelina Scarabelli (Clotilde), Amedeo Moretti (Emerico), Daniele Cusari (Sivaldo), Ornella Vecchierelli (Isabella), Davide Rocca (Jacopone), Marco Trilli (Tartufo), Gabrielle Selvaggio (Agata) -  Fabrizio Dorsi (direttore) - Orchestra Sinfonica Carlo Coccia - Registrazione dal vivo - Bongiovanni GB 2381/2[7]